# Casa Presidencial de Guatemala
La Casa Presidencial de Guatemala también conocida como Casa Crema, es la residencia oficial del Presidente de la República de Guatemala, de la primera dama de Guatemala y su familia, la cual los alberga durante los cuatro años de gobierno del mandatario que la ocupa, en ella se aloja la Primera Familia de Guatemala. Actualmente habitan en la Casa Presidencial el presidente Bernardo Arévalo, Presidente de la República de Guatemala y su familia. La Casa Presidencial se encuentra atrás del Palacio Nacional de la Cultura, Centro Histórico, Zona 1 de la Ciudad de Guatemala.
La Casa Presidencial funge como sede de gobierno de facto, ya que alberga la sala del Consejo de Ministros, aunque en actos protocolarios se utiliza el Palacio Nacional de la Cultura.

## Datos

### Construcción
Se ubica en la 6 avenida entre 5.ª y 6.ª calle de la zona 1, justo detrás del Palacio Nacional de la Cultura. Fue diseñada por el arquitecto Rafael Pérez de León, por orden y en el mandato del jefe de Estado General Jorge Ubico, años de 1931 y 1943.
También conocida como la Casa Crema, ocupa una manzana de terreno, y su estilo es art déco, característico en las construcciones estadounidenses.

### Pisos

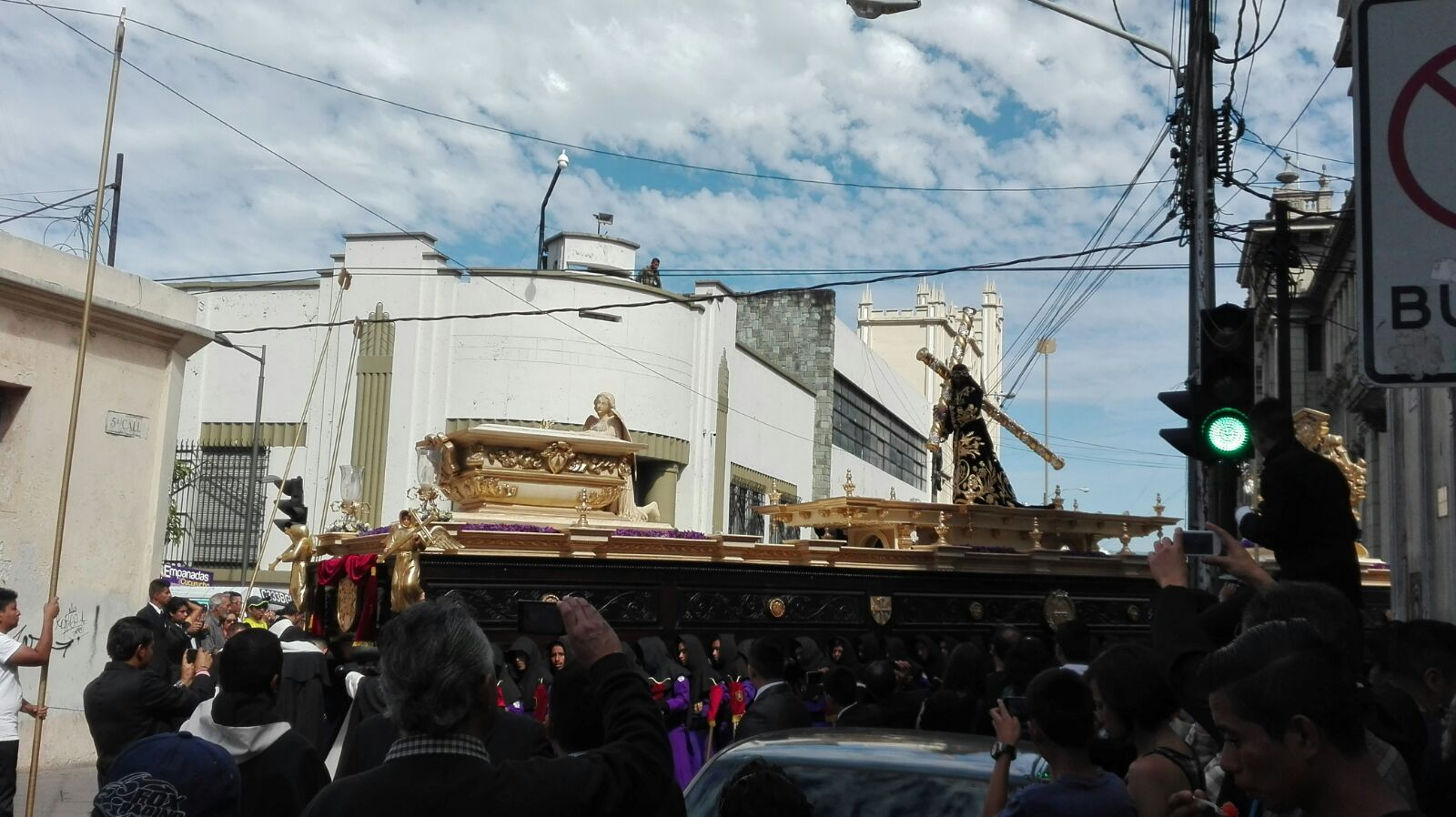
Procesión de Jesús Nazareno de la Buena Muerte del templo de Santo Domingo pasando frente a la Casa Presidencial durante su procesión del tercer domingo de cuaresma en 2016.

La casa fue edificada por secciones, lo primero que se construyó fueron los parqueos, luego el sitio para atender al Estado Mayor, por último el área presidencial.
En el estacionamiento, hay habitaciones para el jefe del área, choferes, ayudantes. También espacio para carros y motos, almacén de repuestos, taller de reparaciones y depósito de gasolina.
En el segundo piso, hay tres terrazas diseñadas para el almacén de útiles y garita de vigilancia. La casa en total tiene seis habitaciones, cuatro baños, comedor y área para servidumbre.
En el primer nivel, hay siete salones, el patio decorado por una fuente central, escultura del artista Rodolfo Galeotti Torres.
Se sabe por datos de historiadores que la casa fue construida para albergar a los presidentes de turno del país, quien la diseñó fue cuidadoso al elegir detalles.
Prueba de ello, es la puerta principal y las dos laterales. Estas se observan con paneles en relieve hechos de cemento con formas de plantas marítimas y caracoles. “Si nos detenemos a observar encontraremos que todas las formas iban ligadas con el mar”.
Aquel estilo naviero creó un concepto totalmente nuevo para el país, esa época también relacionaba guerras, la conceptualización de civilizaciones antiguas y los deseos de las personas de viajar y de escapar de los enfrentamientos, explica el historiador Héctor Rodas.

## Presidentes y primeras damas que han vivido en Casa Presidencial
- Jorge Ubico (1943-1944)
  - Marta Lainfiesta
- Federico Ponce Vaides (1944)
  - Judith Prado
- Juan José Arévalo (1945-1951)
  - Elisa Martínez
- Jacobo Árbenz (1951-1954)
  - María Cristina Vilanova
- Carlos Castillo Armas (1954-1957)
  - Odilia Palomo Paíz
- Julio César Méndez Montenegro (1966-1970)
  - Sara de la Hoz
- Romeo Lucas García (1978-1982)
  - Elsa Cirigliano
- Marco Vinicio Cerezo (1985-1991)
  - Raquel Blandón
- Jorge Serrano (1991-1993)
  - Magda de Serrano
- Ramiro de León Carpio (1993-1996)
  - María Eugenia Morales
- Álvaro Colom (2011-2012)
  - Divorciado
- Alejandro Maldonado Aguirre (2015-2016)
  - Ana Faggiani
- Jimmy Morales (2016-2020)
  - Patricia Marroquín
- Bernardo Arévalo (2024-presente)
  - Lucrecia Peinado